# Chittanahosahalli, Channarayapatna
Chittanahosahalli là một làng thuộc tehsil Channarayapatna, huyện Hassan, bang Karnataka, Ấn Độ.